# ソフネットジャパン
ソフネットジャパン株式会社（英: SOFNETJAPAN Co., Ltd.）は、広島県広島市に本社を置く日本のITベンチャー企業。
マルチメディアショップ向けネットワークシステム、公衆インターネット端末「CYBER PetIT（サイバープチ）」、デジタルサイネージコンテンツ配信ソリューション「CYBER Signage（サイバーサイネージ）」などを事業展開している。

## 概要
1989年東京都港区高輪に設立された「ソフトウェアとネットワーク」の融合をコンセプトとしたITベンチャー企業。レンタル店向けネットワークシステムの開発・販売に乗り出し、以降、その他業種向けにも展開を広げた。
その後、公衆インターネット端末「CYBER PetIT（サイバープチ）」事業を展開。テーブル型、スタンド型、デスクトップ型、公衆電話型などをラインナップ。2006年には「CYBER PetIT お部屋ＰＣ」をリリースし、国内の主要なビジネスホテルチェーンを中心として全国に導入展開している。
2010年、クラウド型を特徴としたデジタルサイネージコンテンツ配信ソリューション「CYBER Signage（サイバーサイネージ）」の事業展開をスタート。低価格のデジタルサイネージインフラとしてサービス提供を開始した。
「サイバーサイネージ」は、デジタルサイネージ一台あたりのソリューション利用料金を月額無料から数千円までと、比較的安価に抑えることにより利用者の間口を広げるとともに、WEBによるWYSIWYG主体のイージーオペレーションと、Windows、Android、iOSのすべてに対応したマルチプラットフォームを武器として全国にサービスを展開している。
2014年に無料バージョン（日本語版、英語版）をラインナップに加え、アメリカ市場に向けても事業展開を始めている
。
2015年には多言語対応の音声合成ナレーション機能「VNSS(Virtual Narration Synthesis System)」やリアルナレーション音声データを用意し、訪日外国人に向けたインバウンドヴァーチャル音声サイネージを展開している。
2017年、GMSや大型ナショナルチェーン等に向けた、大規模かつ詳細な配信運用を可能にするコンテンツマネージメント機能「SCMS(Super large scale Contents delivery Management System)」を実現した。
2021年、家具・ホームファッションビジネス向けクラウド型総合管理システム「サイバーファニシングス」をリリース。家具・ホームファッションストア経営の現場で長年培われたノウハウを元に、クラウドをベースとして構築されたもの。クラウドシステムであらゆる業務を連動・自動化することで、小売店ＰＯＳシステムでは不可能だった高効率かつ戦略性の高いサステナブルな企業経営を実現した。
2023年、リアルタイム音声による対話を実現するクラウドサービス「My Dearest（マイディアレスト）」をリリース。それまではテキストベースでしかできなかったChatGPTとユーザーとの間のやりとりを、両者の発話のみで可能にする革新的なクラウドサービス。特筆すべき機能として、自分側、AI側ともに「なりきり機能」を使い、両者のキャラクターを自由に設定可能。また、「サイバーサイネージ」と組み合わせたAIクラウドサイネージを展開、店舗・施設などのバーチャルAIスタッフなどの他、様々な業種業態での活用環境の提供を展開する。

## 沿革
- 1989年7月 - 東京都港区高輪にソフネットジャパン株式会社設立
　　　　　　レンタル店向けネットワークシステムの開発・販売に乗り出す
- 1993年1月 - 東京都港区芝大門に本社移転
- 1994年3月 - 家具販売管理システムの開発・販売に着手
- 1996年3月 - 飲食店向けＰＯＳシステムの開発・販売開始
- 1996年8月 - マルチメディアショップ向けＰＯＳシステムWindows版の開発・販売開始
- 1998年12月 - リサイクルショップ向けＰＯＳシステム開発・販売開始
- 2000年4月 - インターネットカフェ向けＰＯＳシステム開発・販売開始
- 2002年7月 - 東京都港区芝に本社移転
- 2002年7月 - メール配信サービス「デジぽん倶楽部」稼働開始
- 2003年3月 - テーブル型公衆インターネット端末「CYBER PetIT(サイバープチ)」事業開始
- 2004年1月 - 家具業界向けWeb EDIシステム開発・稼動開始
- 2004年7月 - ビデオ委託販売向けWeb EDI システム開発・稼動開始
- 2005年3月 - 国の新事業創出促進法に基づく成長新事業育成制度の認定を受ける
- 2005年7月 - 「CYBER PetIT(サイバープチ)お部屋ＰＣ」をリリース
- 2008年1月 - 3DShowI.D.B.Cインテリアデザインビジネスセンター開設
- 2008年6月 - 三菱東京ＵＦＪ銀行保証付私募債を発行
- 2010年2月 - プライバシーマーク認定（認定番号2100048号）
- 2010年2月 - デジタルサイネージ配信ソリューション「サイバーサイネージ」事業展開開始
- 2010年5月 - 東京都港区芝大門に本社移転
- 2010年7月 - サイバーサイネージオンラインショップ「ＳＪサイバーショップ」オープン
- 2012年4月 - 飲食店情報システム「なびちか（Powered by ぐるなび）」の展開開始
- 2012年10月 - 「サイバーサイネージ」ＥＯエンタープライズをリリース
- 2012年10月 - 「情報通信ベンチャービジネス事例発表会」にて、サイバーサイネージが「最優秀賞(NICT賞)」を受賞[1][11]
- 2013年6月 - 一般社団法人中国地域ニュービジネス協議会の「第21回中国地域ニュービジネス大賞」にて、サイバーサイネージが「奨励賞」を受賞[12][13]
- 2013年9月 - 超小型デジタルサイネージプレイヤー「CYBER Stick（サイバースティック）」を発売[14]
- 2014年7月 - 「サイバーサイネージ」Free Editionをリリース[5]
- 2014年7月 - 「サイバーサイネージ」をアメリカ市場に向け事業展開開始[5][6]
- 2014年12月 - 小型デジタルサイネージプレイヤー「CYBER Box（サイバーボックス）」を発売
- 2015年5月 - 東京都港区芝大門に「サイネージショールーム」を開設
- 2015年7月 - Android搭載デジタルサイネージプレイヤー「CYBER Screen（サイバースクリーン）」を発売[15]
- 2016年2月 - NHKの動画ニュース・全国の気象情報などの情報コンテンツをサイバーサイネージユーザー向けに提供開始
- 2016年5月 - リアル４Ｋ対応小型デジタルサイネージプレイヤー「ハイレゾサイバーボックス」を発売
- 2017年5月 - 「サイバーサイネージ」の累計導入台数10,000台を達成
- 2017年12月 - 「サイバーサイネージ」とNTT西日本の情報機器「光BOX+」がコラボし、「サイバーサイネージ 光BOX+」を 販売開始[16]
- 2017年12月 - 共同通信社の配信型情報コンテンツをサイバーサイネージユーザー向けに提供開始[17]
- 2017年12月 - ＪＲ東日本の「トレインチャンネル新潟」にサイバーサイネージが採用される[18][19]
- 2018年1月 - 広島市中区寺町に広島本社移転
- 2018年6月 - ソニーの業務用ディスプレイと液晶テレビ向けに、完全クラウド型デジタルサイネージコンテンツ制作＆配信ソリューション「CYBER Signage for ブラビア」をリリース[20]
- 2019年10月 - デジタルサイネージプレイヤーとして、SIMフリー端末「CYBER Box Broad Connect」[21]、４Ｋ対応ハイコストパフォーマンス端末「CYBER Box XX」[22]、４Ｋ対応スティック型端末「CYBER Stick Aerial」[23] の3製品を発売
- 2021年5月 - 家具・インテリアビジネス向け総合経営支援システム「サイバーファニシングス」事業展開開始[9]
- 2021年12月 - クラウド型コンテンツマネジメントシステム「サイバーフォリオ」事業展開開始[24]
- 2023年8月 - リアルタイム音声対話クラウドサービス「My Dearest（マイディアレスト）」事業展開開始[10]
- 2024年8月 - 東京都港区海岸に東京本社移転[24]